# Sede suburbicaria
Si dicono sedi suburbicarie le diocesi del Lazio (Italia) che si situano attorno alla diocesi di Roma, di cui sono suffraganee, e costituiscono con essa la provincia ecclesiastica romana.
Il termine "suburbicario" viene dal latino suburbicarius, composto di sub, "sotto" e urbs, "la città"  per antonomasia, Roma.
Le sedi suburbicarie sono sette:
1. Ostia
2. Albano
3. Frascati
4. Palestrina
5. Porto-Santa Rufina
6. Sabina-Poggio Mirteto
7. Velletri-Segni

Ognuna di essa corrisponde al titolo cardinalizio di un cardinale vescovo, ma è comunque retta da un vescovo residenziale che la governa come qualsiasi vescovo ordinario. Dal 1150 la sede di Ostia venne unita a quella di Velletri e successivamente è conferita al decano del collegio cardinalizio in aggiunta all'altra sede che gli corrisponde, secondo le disposizioni di papa Pio X (motu proprio "Edita a Nobis" del maggio 1914).
I cardinali vescovi esercitavano l'effettiva giurisdizione sulle loro sedi fino a quando papa Giovanni XXIII, con il motu proprio Suburbicariis Sedibus dell'11 aprile 1962 attribuì il governo ai vescovi ausiliari (anticamente "suffraganei") divenendo ordinari, lasciando ai cardinali solo il titolo. La sede di Ostia, pur rimanendo una giurisdizione distinta, è amministrata dal vicario del Papa per la diocesi di Roma.
I cardinali vescovi effettuano ancora una "presa di possesso" del titolo della diocesi, analoga alla presa di possesso che i cardinali presbiteri e diaconi compiono nella chiesa del proprio titolo o diaconia, senza che ciò implichi alcuna assunzione di una giurisdizione.
I cardinali vescovi godono di privilegi liturgici, del diritto di sepoltura in cattedrale e del pagamento delle esequie da parte del capitolo dei canonici della cattedrale.

## Normativa particolare
In base all'articolo 3 dell'Accordo di Villa Madama (Concordato del 1984), le diocesi suburbicarie sono le uniche diocesi italiane, insieme alla diocesi di Roma, che possono avere un vescovo e parroci che non siano cittadini italiani. L'ultimo vescovo straniero che ebbe effettivamente il governo pastorale di una diocesi suburbicaria fu il cardinale Eugène Tisserant, fino al 6 agosto 1966 vescovo delle diocesi di Ostia e Porto e Santa Rufina.

## Attuali cardinali vescovi
| Sede                  | Cardinale vescovo    | Anno di nomina |
| --------------------- | -------------------- | -------------- |
| Ostia                 | Giovanni Battista Re | 2020           |
| Sabina-Poggio Mirteto | Giovanni Battista Re | 2002           |
| Velletri-Segni        | Francis Arinze       | 2005           |
| Porto-Santa Rufina    | Beniamino Stella     | 2020           |
| Frascati              | Tarcisio Bertone     | 2008           |
| Palestrina            | José Saraiva Martins | 2009           |
| Albano                | Luis Antonio Tagle   | 2025           |

Con rescritti del 26 giugno 2018 e del 1º maggio 2020 papa Francesco ha ampliato l'ordine dei cardinali vescovi nominando tra essi alcuni porporati che rivestono incarichi di prima responsabilità nella Curia romana, ed elevandoli a cardinali vescovi ad personam senza che il titolo cardinalizio sia elevato a titolo episcopale. Questi sono: Fernando Filoni, Leonardo Sandri, Marc Ouellet, Pietro Parolin.